# Wakaba Higuchi
Wakaba Higuchi (jap. 樋口新葉 Wakaba Higuchi; ur. 2 stycznia 2001 w Tokio) – japońska łyżwiarka figurowa, startująca w konkurencji solistek. Brązowa medalistka olimpijski z Pekinu (2022, drużynowo), wicemistrzyni (2018) i brązowa medalistka mistrzostw świata (2016), brązowa medalistka mistrzostw świata juniorów (2015), medalistka mistrzostw Japonii.

## Życie prywatne
Wakaba Higuchi urodziła się 2 stycznia 2001 roku w Tokio, Japonii. Ma siostrę Saki oraz brata Daisuke.

## Kariera

### Początki
Higuchi rozpoczęła swoją przygodę z łyżwiarstwem figurowym, mając 3 lata. Przez trzy sezony (lata 2011–2014) brała udział w zawodach jako początkująca łyżwiarka kategorii A (wyższej z dwóch kategorii początkujących). W sezonie 2011-12 wygrała zawody Gardena. Zwyciężyła również w zawodach International Challenge Cup (sezony: 2012–13, 2013–14) oraz Asian trophy (sezon 2013–14).
Podczas Mistrzostw świata w Saitamie w 2014 roku występowała podczas pokazów mistrzów jako gość specjalny.

### Sezon 2014–15: Debiut juniorski
W sezonie 2014–15 Higuchi osiągnęła odpowiedni wiek by móc startować w międzynarodowych zawodach juniorskich. Zajęła 2 miejsce podczas zawodów cyklu Grand Prix w Czechach oraz 1. miejsce podczas zawodów cyklu Grand Prix w Niemczech, dzięki czemu zakwalifikowała się do finału cyklu Grand Prix Juniorów, gdzie zajęła 3. miejsce.
W tym samym roku wywalczyła złoty medal podczas zawodów juniorskich swojego państwa oraz brązowy medal na zawodach seniorskich.
Na swoich pierwszych Mistrzostwach świata Juniorów zajęła 3 miejsce.

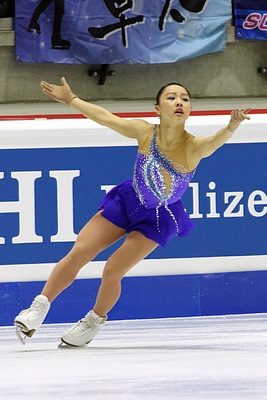
Wakaba podczas Mistrzostw świata Juniorów 2015

### Sezon 2015–16
Na początku sezonu 2015-16, Higuchi ogłosiła, że jej plecy uległy urazowi.
W trakcie zawodów cyklu Grand Prix w Austrii zajęła 5. miejsce, a na zawodach z cyklu Grand Prix w Chorwacji miejsce 2. Dzięki temu udało jej się ponownie zakwalifikować do finału cyklu Grand Prix Juniorów. Zdobyła tam swój drugi brązowy medal.
Po raz kolejny zdobyła 1 miejsce podczas zawodów juniorskich Japonii. Podczas zawodów seniorskich zajęła 2.miejsce, uzyskując przewagę 1,6 pkt nad Mao Asadą.
Na Mistrzostwach świata Juniorów zajęła ponownie 3. miejsce.

### Sezon 2016–17: Debiut seniorski
Swój pierwszy sezon seniorski Higuchi rozpoczęła od zwycięstwa podczas Lombardia Trophy we Włoszech.
Jako zawody kwalifikujące do finału cyklu Grand Prix przypisano jej Trophée de France, gdzie zajęła 3 miejsce oraz NHK Trophy, gdzie ostatecznie była 5. Tym samym nie udało jej się zakwalifikować do finału.
Podczas mistrzostw seniorskich swojego kraju zajęła ponownie 2 miejsce, tuż za Satoko Miyaharą. Dzięki temu mogła wziąć udział w Mistrzostwach Czterech Kontynentów, gdzie zajęła 9 miejsce.
Na swoich pierwszych seniorskich Mistrzostwach świata wywalczyła 11 miejsce.
Sezon zakończyła udziałem w zawodach World Team Trophy, gdzie udało jej się uzyskać jej obecny rekord za program dowolny (145,30 pkt). Zajęła 5. miejsce w programie krótkim oraz 3 w dowolnym i w dużej mierze (wraz z Mai Miharą) przyczyniła się do ostatecznego zwycięstwa drużyny japońskiej.

### Sezon 2017–18
W tym sezonie jej program krótki to "Gypsy Dance" z baletu Don Kichot, a program dowolny to "Skyfall" w wykonaniu Adele.
Higuchi otworzyła sezon srebrem podczas Lombardia Trophy, gdzie uzyskała osobisty rekord za program krótki (74,26 pkt) oraz za ogólną punktację (217,63 pkt).
Jej pierwszymi zawodami z cyklu Grand Prix był Rostelecom Cup, gdzie w programie krótkim uzyskała 69,60 pkt, 137,57 pkt w programie dowolnym i 207,17 pkt w punktacji łącznej. Ostatecznie zajęła 3. miejsce.
Następnymi zawodami były Cup of China, gdzie w programie krótkim uzyskała 70,53 pkt, 141,99 pkt w programie dowolnym i 212,52 pkt w punktacji łącznej, co dało jej 2. miejsce (trochę ponad punkt za złotą medalistką Aliną Zagitovą).
Higuchi zakwalifikowała się do finału cyklu Grand Prix, gdzie w programie krótkim uzyskała wynik 73,26 punktów. W programie dowolnym uzyskała wynik 128,85 punktów co ostatecznie dało jej 6. pozycję w punktacji łącznej z wynikiem 202,11 punktów.
Na Mistrzostwach Narodowych swojego kraju zajęła 4. miejsce, przez co nie została wybrana, aby reprezentować Japonię na Zimowych Igrzyskach Olimpijskich w Pjongczangu. Wraz z Satoko Miyaharą została przydzielona do udziału w Mistrzostwach Świata.
Na Mistrzostwach Świata zajmowała 8. miejsce po programie krótkim z wynikiem 65,89 punktów. W programie dowolnym zajęła 2. miejsce z wynikiem 145,01. Łącznie dało jej to 210,90 punktów w ocenie łącznej oraz srebrny medal.

## Osiągnięcia
| Zawody                                | 11–12          | 12–13          | 13–14          | 14–15          | 15–16          | 16–17          | 17–18          | 18–19          | 19–20          | 20–21          | 21–22          | 22–23          | 23–24          |                |                |                |                |
| Międzynarodowe                        | Międzynarodowe | Międzynarodowe | Międzynarodowe | Międzynarodowe | Międzynarodowe | Międzynarodowe | Międzynarodowe | Międzynarodowe | Międzynarodowe | Międzynarodowe | Międzynarodowe | Międzynarodowe | Międzynarodowe | Międzynarodowe | Międzynarodowe | Międzynarodowe | Międzynarodowe |
| ------------------------------------- | -------------- | -------------- | -------------- | -------------- | -------------- | -------------- | -------------- | -------------- | -------------- | -------------- | -------------- | -------------- | -------------- | -------------- | -------------- | -------------- | -------------- |
| Zimowe igrzyska olimpijskie           |                |                |                |                |                |                |                |                |                |                | 5              |                |                |                |                |                |                |
| Mistrzostwa świata                    |                |                |                |                |                | 11             | 2              |                | C              |                | 11             |                |                |                |                |                |                |
| Mistrzostwa czterech kontynentów      |                |                |                |                |                | 9              |                |                | 4              |                |                |                |                |                |                |                |                |
| GP Finał Grand Prix                   |                |                |                |                |                |                | 6              |                |                |                |                |                |                |                |                |                |                |
| GP Cup of China                       |                |                |                |                |                |                | 2              |                |                |                |                |                |                |                |                |                |                |
| GP NHK Trophy                         |                |                |                |                |                | 4              |                |                |                | 2              |                |                | 9              |                |                |                |                |
| GP Rostelecom Cup                     |                |                |                |                |                |                | 3              | WD             |                |                |                |                |                |                |                |                |                |
| GP Grand Prix de France               |                |                |                |                |                | 3              |                |                | 6              |                | 3              |                | 5              |                |                |                |                |
| GP Skate America                      |                |                |                |                |                |                |                |                | 6              |                |                |                |                |                |                |                |                |
| GP Skate Canada International         |                |                |                |                |                |                |                | 6              |                |                | 6              |                |                |                |                |                |                |
| CS Autumn Classic International       |                |                |                |                |                |                |                | 5              |                |                |                |                |                |                |                |                |                |
| CS Lombardia Trophy                   |                |                |                |                |                | 1              | 2              |                | 8              |                |                | 9              |                |                |                |                |                |
| CS Ice Challenge                      |                |                |                |                |                |                |                |                |                |                | 1              |                |                |                |                |                |                |
| International Challenge Cup           |                |                |                |                |                |                | 1              | 3              |                |                |                |                |                |                |                |                |                |
| Międzynarodowe: Kategorie młodzieżowe |                |                |                |                |                |                |                |                |                |                |                |                |                |                |                |                |                |
| Mistrzostwa świata juniorów           |                |                |                | 3              | 3              |                |                |                |                |                |                |                |                |                |                |                |                |
| JGP Finał                             |                |                |                | 3              |                |                |                |                |                |                |                |                |                |                |                |                |                |
| JGP w Austrii                         |                |                |                |                | 5              |                |                |                |                |                |                |                |                |                |                |                |                |
| JGP w Chorwacji                       |                |                |                |                | 2              |                |                |                |                |                |                |                |                |                |                |                |                |
| JGP w Czechach                        |                |                |                | 2              |                |                |                |                |                |                |                |                |                |                |                |                |                |
| JGP w Niemczech                       |                |                |                | 1              |                |                |                |                |                |                |                |                |                |                |                |                |                |
| Asian Open Trophy                     |                | 2 N            | 1 N            | 1 J            |                |                |                |                |                |                |                |                |                |                |                |                |                |
| International Challenge Cup           |                | 1 N            | 1 N            |                |                |                |                |                |                |                |                |                |                |                |                |                |                |
| Gardena Spring Trophy                 | 1 N            |                |                |                |                |                |                |                |                |                |                |                |                |                |                |                |                |
| Krajowe                               |                |                |                |                |                |                |                |                |                |                |                |                |                |                |                |                |                |
| Mistrzostwa Japonii                   |                |                |                | 3              | 2              | 2              | 4              | 5              | 2              | 7              | 2              |                |                |                |                |                |                |
| Mistrzostwa Japonii juniorów          |                | 7              | 8              | 1              | 1              |                |                |                |                |                |                |                |                |                |                |                |                |
| Zawody drużynowe                      |                |                |                |                |                |                |                |                |                |                |                |                |                |                |                |                |                |
| Zimowe igrzyska olimpijskie           |                |                |                |                |                |                |                |                |                |                | 3 T            |                |                |                |                |                |                |
| World Team Trophy                     |                |                |                |                |                | 1 T 3 P        |                |                |                |                |                |                |                |                |                |                |                |
| Japan Open                            |                |                |                |                |                | 1 T 5 P        |                |                |                | 1 T 2 P        |                |                |                |                |                |                |                |